# Parrocchie dell'arcidiocesi di Gorizia

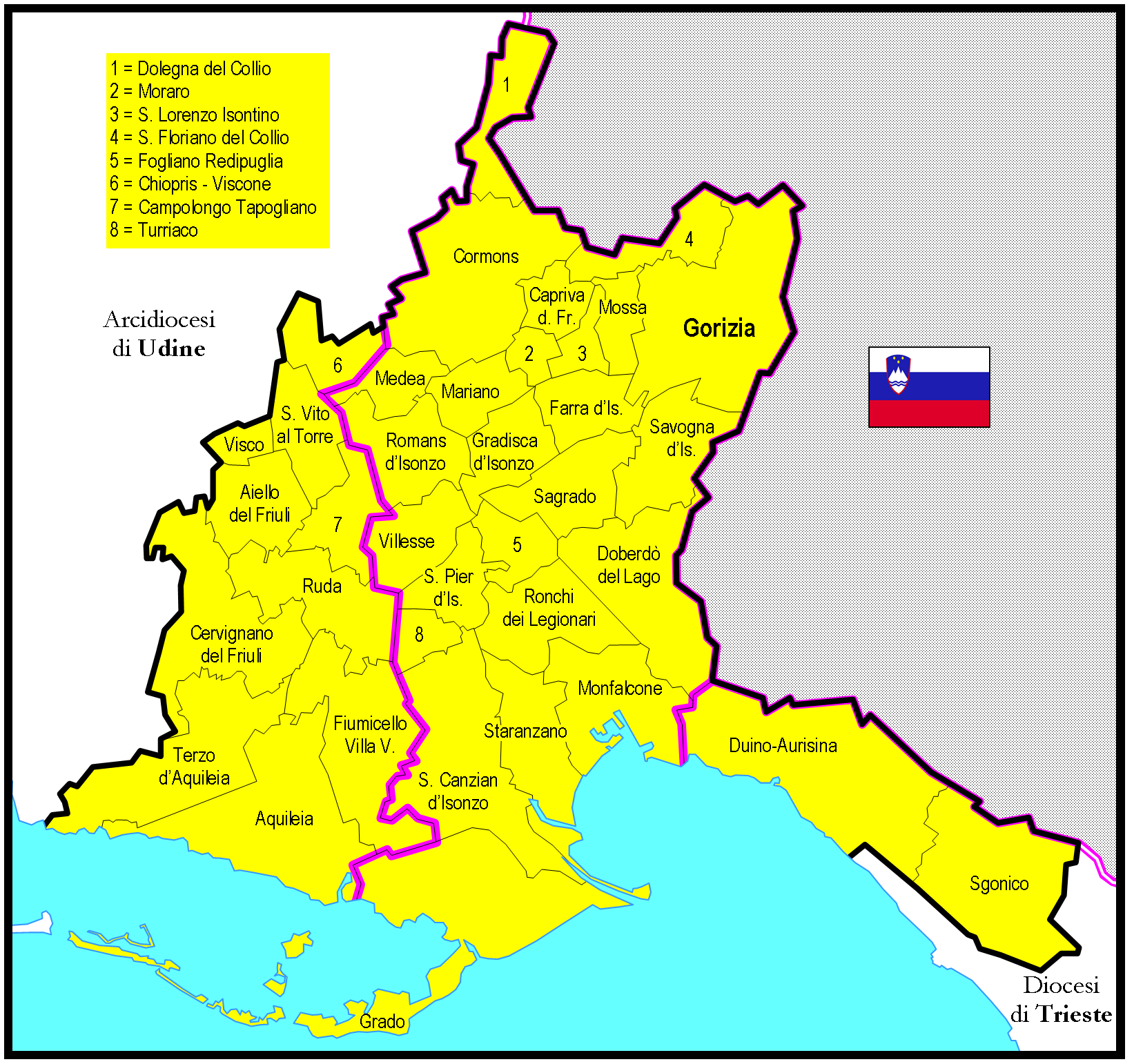
L'arcidiocesi

Le parrocchie dell'arcidiocesi di Gorizia sono 90 e sono distribuite in comuni e frazioni appartenenti alle provincie di Gorizia, Udine e Trieste.

## Decanati
La diocesi è organizzata in 10 decanati.

### Decanato di Gorizia
Comprende le parrocchie del comune di Gorizia escluse Piedimonte del Calvario, Piuma e Sant'Andrea. La popolazione del territorio ammonta a 32.686 unità.
| Parrocchia                                 | Patrono                          | Comune  | Frazione/Quartiere      | Popolazione | Web |
| ------------------------------------------ | -------------------------------- | ------- | ----------------------- | ----------- | --- |
| Gorizia - Santi Ilario e Taziano           | Santi Ilario e Taziano           | Gorizia | Centro Cittadino        | 3.081       |     |
| Gorizia - Madonna della Misericordia       | Madonna della Misericordia       | Gorizia | Campagnuzza             | 1.727       |     |
| Gorizia - Maria Santissima Regina          | Maria Santissima Regina          | Gorizia | Montesanto-Piazzutta    | 1.388       |     |
| Gorizia - Nostra Signora di Lourdes        | Nostra Signora di Lourdes        | Gorizia | Madonnina del Fante     | 850         |     |
| Gorizia - Sacro Cuore di Gesù e di Maria   | Sacro Cuore di Gesù e di Maria   | Gorizia | Centro Cittadino        | 3.392       |     |
| Gorizia - San Giovanni di Dio e San Giusto | San Giovanni di Dio e San Giusto | Gorizia | Centro Cittadino        | 2.198       |     |
| Gorizia - Sant'Ignazio Confessore          | Sant'Ignazio di Loyola           | Gorizia | Centro Cittadino        | 3.476       |     |
| Gorizia - San Pio X                        | San Pio X                        | Gorizia | Piuma-San Mauro-Oslavia | 748         |     |
| Gorizia - Santi Vito e Modesto             | Santi Vito e Modesto             | Gorizia | Montesanto-Piazzutta    | 2.165       |     |
| Lucinico                                   | San Giorgio martire              | Gorizia | Lucinico                | 3.501       |     |
| San Rocco                                  | San Rocco                        | Gorizia | San Rocco               | 3.300       |     |
| Sant'Anna                                  | Sant'Anna                        | Gorizia | Sant'Anna               | 4.280       |     |
| Straccis                                   | San Giuseppe artigiano           | Gorizia | Straccis                | 2.580       |     |

### Decanato di Aquileia
Comprende le parrocchie dei comuni di Aquileia, Fiumicello Villa Vicentina, Grado e Terzo di Aquileia e della frazione Isola Morosini di San Canzian d'Isonzo. La popolazione del territorio ammonta a 21.803 unità.
| Parrocchia                  | Patrono                    | Comune                     | Frazione/Quartiere | Popolazione | Web |
| --------------------------- | -------------------------- | -------------------------- | ------------------ | ----------- | --- |
| Aquileia                    | Santi Ermagora e Fortunato | Aquileia                   | centro             | 3.470       |     |
| Belvedere di Aquileia       | Sant'Antonio abate         | Aquileia                   | Belvedere          | 150         |     |
| Fossalon                    | San Marco evangelista      | Grado                      | Fossalon           | 860         |     |
| Grado                       | Sant'Eufemia               | Grado                      | centro             | 7.953       |     |
| Isola Morosini              | San Marco evangelista      | San Canzian d'Isonzo       | Isola Morosini     | 226         |     |
| Papariano                   | Maria Santissima Regina    | Fiumicello Villa Vicentina | Papariano          | 926         |     |
| Terzo d'Aquileia            | San Biagio vescovo         | Terzo d'Aquileia           | centro             | 2.050       |     |
| San Lorenzo di Fiumicello   | San Lorenzo martire        | Fiumicello Villa Vicentina | San Lorenzo        | 643         |     |
| San Martino di Terzo        | San Martino vescovo        | Terzo d'Aquileia           | San Martino        | 720         |     |
| San Valentino di Fiumicello | San Valentino martire      | Fiumicello Villa Vicentina | San Valentino      | 3.404       |     |
| Villa Vicentina             | Santa Maria                | Fiumicello Villa Vicentina | Villa Vicentina    | 1.401       |     |

### Decanato di Cervignano
Comprende le parrocchie dei comuni di Cervignano del Friuli e Ruda. La popolazione del territorio ammonta a 16.419 unità.
| Parrocchia            | Patrono                    | Comune                | Frazione/Quartiere | Popolazione | Web |
| --------------------- | -------------------------- | --------------------- | ------------------ | ----------- | --- |
| Cervignano del Friuli | San Michele arcangelo      | Cervignano del Friuli | centro             | 11.989      |     |
| Muscoli               | San Zenone                 | Cervignano del Friuli | Muscoli            | 607         |     |
| Perteole              | San Tommaso apostolo       | Ruda                  | Perteole           | 927         |     |
| Ruda                  | Santo Stefano protomartire | Ruda                  | centro             | 1.648       |     |
| Saciletto-Alture      | Santi Pietro e Paolo       | Ruda                  | Saciletto e Alture | 421         |     |
| Strassoldo            | San Nicolò vescovo         | Cervignano del Friuli | Strassoldo         | 827         |     |

### Decanato di Cormons
Comprende le parrocchie dei comuni di Capriva del Friuli, Cormons, Dolegna del Collio, Mariano del Friuli, Medea, Moraro, Mossa e San Lorenzo Isontino. La popolazione del territorio ammonta a 16.627 unità.
| Parrocchia           | Patrono                  | Comune               | Frazione/Quartiere | Popolazione | Web |
| -------------------- | ------------------------ | -------------------- | ------------------ | ----------- | --- |
| Cormons              | Sant'Adalberto           | Cormons              | centro             | 6.492       |     |
| Borgnano             | Santa Fosca              | Cormons              | Borgnano           | 484         |     |
| Brazzano             | San Giorgio martire      | Cormons              | Brazzano           | 740         |     |
| Capriva del Friuli   | Santissimo Nome di Maria | Capriva del Friuli   | centro             | 1.727       |     |
| Corona               | Santi Maria e Zenone     | Mariano del Friuli   | Corona             | 322         |     |
| Dolegna del Collio   | San Giuseppe             | Dolegna del Collio   | centro             | 397         |     |
| Mariano del Friuli   | San Gottardo vescovo     | Mariano del Friuli   | centro             | 1.256       |     |
| Medea                | Santa Maria Assunta      | Medea                | centro             | 1.040       |     |
| Moraro               | Sant'Andrea apostolo     | Moraro               | centro             | 742         |     |
| Mossa                | Sant'Andrea apostolo     | Mossa                | centro             | 1.854       |     |
| San Lorenzo Isontino | San Lorenzo martire      | San Lorenzo Isontino | centro             | 1.573       |     |

### Decanato di Duino
Comprende le parrocchie dei comuni di Duino-Aurisina e Sgonico. La popolazione del territorio ammonta a 10.770 unità.
| Parrocchia              | Patrono                | Comune         | Frazione/Quartiere         | Popolazione | Web |
| ----------------------- | ---------------------- | -------------- | -------------------------- | ----------- | --- |
| Duino                   | San Giovanni Battista  | Duino-Aurisina | Duino e San Giovanni       | 2.150       |     |
| Aurisina                | San Rocco              | Duino-Aurisina | Aurisina                   | 2.186       |     |
| Malchina                | San Nicolò vescovo     | Duino-Aurisina | Malchina                   | 815         |     |
| San Pelagio             | San Pelagio martire    | Duino-Aurisina | San Pelagio                | 704         |     |
| Sistiana                | San Francesco d'Assisi | Duino-Aurisina | Sistiana e Borgo San Mauro | 3.700       |     |
| Sgonico                 | San Michele arcangelo  | Sgonico        | centro                     | 845         |     |
| Villaggio del Pescatore | San Marco evangelista  | Duino-Aurisina | Villaggio del Pescatore    | 370         |     |

### Decanato di Gradisca d'Isonzo
Comprende le parrocchie dei comuni di Farra d'Isonzo, Gradisca d'Isonzo, Romans d'Isonzo, Sagrado e Villesse. La popolazione del territorio ammonta a 16.068 unità.
| Parrocchia                        | Patrono                | Comune            | Frazione/Quartiere    | Popolazione | Web |
| --------------------------------- | ---------------------- | ----------------- | --------------------- | ----------- | --- |
| Gradisca d'Isonzo - Duomo         | Santissimo Salvatore   | Gradisca d'Isonzo | centro                | 4.683       |     |
| Gradisca d'Isonzo - San Valeriano | San Valeriano vescovo  | Gradisca d'Isonzo | centro-ovest          | 1.986       |     |
| Farra d'Isonzo                    | Santa Maria Assunta    | Farra d'Isonzo    | centro                | 1.762       |     |
| Poggio Terza Armata               | San Paolino vescovo    | Sagrado           | Poggio Terza Armata   | 658         |     |
| Romans d'Isonzo e Fratta          | Santa Maria Annunziata | Romans d'Isonzo   | centro e Fratta       | 3.346       |     |
| Sagrado                           | San Nicolò vescovo     | Sagrado           | centro                | 1.294       |     |
| San Martino del Carso             | San Martino vescovo    | Sagrado           | San Martino del Carso | 255         |     |
| Versa di Romans                   | Sant'Andrea apostolo   | Romans d'Isonzo   | Versa                 | 384         |     |
| Villesse                          | San Rocco              | Villesse          | centro                | 1.700       |     |

### Decanato di Monfalcone
Comprende le parrocchie dei comuni di Monfalcone e Staranzano. La popolazione del territorio ammonta a 33.255 unità.
| Parrocchia                             | Patrono                   | Comune     | Frazione/Quartiere      | Popolazione | Web |
| -------------------------------------- | ------------------------- | ---------- | ----------------------- | ----------- | --- |
| Monfalcone - Sant'Ambrogio             | Sant'Ambrogio             | Monfalcone | centro                  | 10.046      |     |
| Monfalcone - Beata Vergine Marcelliana | Beata Vergine Marcelliana | Monfalcone | Marcelliana-Panzano     | 4.500       |     |
| Monfalcone - San Giuseppe              | San Giuseppe              | Monfalcone | Largo Isonzo-Crociera   | 4.150       |     |
| Monfalcone - Santi Nicolò e Paolo      | Santi Nicolò e Paolo      | Monfalcone | Aris-San Polo-Anconetta | 4.000       |     |
| Monfalcone - Santissimo Redentore      | Santissimo Redentore      | Monfalcone | Romana-Solvay           | 4.010       |     |
| Staranzano                             | Santi Pietro e Paolo      | Staranzano | centro                  | 6.549       |     |

### Decanato di Ronchi dei Legionari
Comprende le parrocchie dei comuni di Fogliano Redipuglia, Ronchi dei Legionari, San Canzian d'Isonzo, San Pier d'Isonzo e Turriaco; non vi è compresa la parrocchia della frazione Isola Morosini di San Canzian d'Isonzo (dec. di Aquileia). La popolazione del territorio ammonta a 24.362 unità.
| Parrocchia                                      | Patrono                    | Comune               | Frazione/Quartiere    | Popolazione | Web |
| ----------------------------------------------- | -------------------------- | -------------------- | --------------------- | ----------- | --- |
| Ronchi dei Legionari - Santi Lorenzo e Domenica | Santi Lorenzo e Domenica   | Ronchi dei Legionari | centro e Cave di Selz | 4.900       |     |
| Begliano                                        | Santa Maria Maddalena      | San Canzian d'Isonzo | Begliano              | 1.047       |     |
| Fogliano                                        | Santa Elisabetta           | Fogliano Redipuglia  | Fogliano              | 1.720       |     |
| Pieris                                          | Sant'Andrea apostolo       | San Canzian d'Isonzo | Pieris                | 3.085       |     |
| Redipuglia-Polazzo                              | San Giacomo apostolo       | Fogliano Redipuglia  | Redipuglia e Polazzo  | 1.326       |     |
| Ronchi dei Legionari - Maria Madre della Chiesa | Maria Madre della Chiesa   | Ronchi dei Legionari | centro-nord           | 3.484       |     |
| San Canzian d'Isonzo                            | Santi Canziani martiri     | San Canzian d'Isonzo | centro                | 2.019       |     |
| San Pier d'Isonzo                               | San Pietro apostolo        | San Pier d'Isonzo    | centro                | 1.965       |     |
| Turriaco                                        | San Rocco                  | Turriaco             | centro                | 2.716       |     |
| Vermegliano                                     | Santo Stefano protomartire | Ronchi dei Legionari | Vermegliano           | 2.100       |     |

### Decanato di Sant'Andrea di Gorizia
Comprende le parrocchie dei comuni di Doberdò del Lago, San Floriano del Collio e Savogna d'Isonzo e delle frazioni Piedimonte del Calvario, Piuma e Sant'Andrea di Gorizia. La popolazione del territorio ammonta a 7.173 unità.
| Parrocchia              | Patrono                             | Comune                  | Frazione/Quartiere         | Popolazione | Web |
| ----------------------- | ----------------------------------- | ----------------------- | -------------------------- | ----------- | --- |
| Sant'Andrea di Gorizia  | Sant'Andrea apostolo                | Gorizia                 | Sant'Andrea                | 1.716       |     |
| Doberdò del Lago        | San Martino vescovo                 | Doberdò del Lago        | centro                     | 940         |     |
| Gabria al Vipacco       | San Nicolò vescovo                  | Savogna d'Isonzo        | Gabria                     | 407         |     |
| Iamiano                 | Sant'Antonio di Padova              | Doberdò del Lago        | Iamiano                    | 410         |     |
| Piedimonte              | San Giusto martire                  | Gorizia                 | Piedimonte del Calvario    | 980         |     |
| Piuma                   | Santi Mauro e Silvestro             | Gorizia                 | Piuma, San Mauro e Oslavia | 546         |     |
| Rupa                    | San Marco evangelista               | Savogna d'Isonzo        | Rupa                       | 506         |     |
| San Floriano del Collio | Santi Floriano e Maria Ausiliatrice | San Floriano del Collio | centro e Giasbana          | 833         |     |
| Savogna d'Isonzo        | San Martino vescovo                 | Savogna d'Isonzo        | centro                     | 835         |     |

### Decanato di Visco
Comprende le parrocchie dei comuni di Aiello del Friuli, Campolongo Tapogliano, Chiopris-Viscone, San Vito al Torre e Visco. La popolazione del territorio ammonta a 6.229 unità.
| Parrocchia        | Patrono                          | Comune                | Frazione/Quartiere  | Popolazione | Web |
| ----------------- | -------------------------------- | --------------------- | ------------------- | ----------- | --- |
| Visco             | Santa Maria Maggiore             | Visco                 | centro              | 800         |     |
| Aiello del Friuli | Sant'Ulderico                    | Aiello del Friuli     | centro              | 1.612       |     |
| Campolongo        | San Giorgio martire              | Campolongo Tapogliano | Campolongo al Torre | 762         |     |
| Chiopris-Viscone  | Santi Michele arcangelo e Zenone | Chiopris-Viscone      | Chiopris e Viscone  | 650         |     |
| Crauglio          | San Canciano martire             | San Vito al Torre     | Crauglio            | 420         |     |
| Ioannis           | Sant'Agnese                      | Aiello del Friuli     | Ioannis             | 650         |     |
| San Vito al Torre | Santi Vito e Andrea apostolo     | San Vito al Torre     | centro              | 887         |     |
| Tapogliano        | San Martino vescovo              | Campolongo Tapogliano | Tapogliano          | 448         |     |